# Альфонсо Фадріке Арагонський
Альфонсо Фадріке Арагонський (ісп. Alfonso Fadrique d’Aragon; бл.1290 —бл. 1339) — триарх центрального Негропонте в 1317—1339 роках, генерал-капітан (регент) Афінського герцогства в 1316—1330 роках.

## Життєпис
Походив з Барселонської династії. Позашлюбний син сицилійського короля Фредеріка II та його коханки Сибілли Сормелли. Народився 1290 року. 1312 року його батько домовився з Роже Деслором, очільником Каталонської компанії (загону найманців — альмогаварів), що захопила Афінське герцогство, про визнання правителем останнього Манфреда, зведено брата Альфонсо Фадріке. Для підготовки панування останній рушив до Афін у 1313 році. Доволі швидко завоював авторитет серед каталонських найманців.
Наприкінці 1316 року під час хвороби генерал-капітана (регента) Беренгера Етанйола замінив того на посаді, що було визнано королем Сицилії Фредеріком II у 1317 році. Зберіг цю посаду за нового призначення Афінського герцога — Вільгельма II. Незабаром оженився на доньці Боніфація да Верони, триарха північного Негропонте, отримавши першочергове право спадкоємства. Того ж року після смерті тестя вступив в управління триархією, відсторонивши від панування швагра Томаззо, який став лише номінальним триархом. Це спричинило втручання венеційців, що не бажали отримання влади на Евбеї сильним володарем. У відповідь Альфонсо Фадріке взяв в облогу місто Негропонте, де перебував венеційський бальї. Для протидії Венеції почав також перемовини з Османською державою. Вдалося зайняти центральний Негропонте, відсторонивши від влади триарха Андреа Корнаро.
У 1318 році після смерті Роже Деслора отримав його графство Салону. У 1319 року втрутився у боротьбу за Фессалію, що почалася після смерті деспота Іоанна II Дуки, захопивши міста Лідорікіон, Домокос, Фарсалія, Сідерокастрон, з яких було створено Неопатрійське герцогство, що було повязано з контрольованим каталонцями герцогством Афінським. Втім того ж року венеційці відвоювали центральний Негропонте, де зробили триархом П'єро далле Карчері.
У 1330 році Альфонсо Фадріке позбавлений батьком посади генерал-лейтенанта Афінського герцогства. В якості компенсації отримав графство Мальти і Гоцо. Втім залишився в Афінах. 1332 року відзначився при відбитті нападу Готьє де Брієнна, що намагався відвоювати родинний спадок. Помер між 20 грудня 1335, коли його було відлучено від церкви, і 4 березня 1339 року.

## Родина
Дружина — Марулла, донька Боніфація да Верони, триарха Негропонте
Діти:
- Хуана
- Педро Фадріке (д/н—1356), граф Салони і Мальти
- Хайме Фадріке (д/н—1365), вікарій Афінського герцогства
- Боніфацій Фадріке (д/н—1374), триарх північного Негропонте
- Хуан Фадріке (д/н—1362/1366), сеньйор Егіни і Саламіна
- Симона Фадріке (д/н—1358), дружина Джорджо II Гізі, триарха південного Негропонте